# Barry Bonds
Barry Lamar Bonds (Riverside, California, Estados Unidos; 24 de julio de 1964) es un exbeisbolista que jugó en las Grandes Ligas de Béisbol (MLB) durante 22 temporadas en la posición de jardinero izquierdo con los Pittsburgh Pirates y los San Francisco Giants.
Tiene el récord de home runs en una sola temporada, con 73 en 2001, y posee el récord absoluto de home runs bateados de por vida con 762.
El 28 de mayo de 2006 ante los Rockies, superó la cifra de cuadrangulares de Babe Ruth con el número 715. El día 4 de agosto de 2007 en el enfrentamiento de San Francisco Giants vs. San Diego Padres, en Petco Park abriendo el segundo inning Barry Bonds conectó su home run 755 igualando con esto la marca de Henry "Hank" Aaron, 3 días después en San Francisco, el 7 de agosto de 2007 bateó el cuadrangular 756 convirtiéndose así en el máximo "homerunes" de la historia de las Grandes Ligas. Es hijo de otra estrella del béisbol de las Grandes Ligas: Bobby Bonds. 
Con apenas 21 años, Bonds salió por primera y única vez de los Estados Unidos para jugar la Liga Invernal y vestir la camiseta de los Navegantes del Magallanes en la campaña 1985-86, dejando promedio de .244 (160-39), con 32 anotadas, ocho dobles, un triple, siete home runs, 23 remolcadas y siete estafadas en 44 partidos. El convenio entre los Piratas de Pittsburgh y Navegantes del Magallanes permitió la participación del para ese entonces prospecto en la Liga Venezolana de Béisbol Profesional.
El 15 de septiembre de 2007, compró la pelota del home run 756 y organizó una votación por Internet acerca del destino del artefacto. Después de ocho días, el resultado fue televisado por el Sr. Ecko, quien reveló que la mayoría (el 47%) había votado por enviar la pelota al Salón de la Fama marcada de un asterisco para reflejar sus sentimientos asociados con el récord. Ecko aclamó que sólo organizó el evento para que la gente determinara el significado de la pelota, diciendo que "Las oportunidades de expresarnos, y de nuestra participación en el público, no tienen límite." El Salón de la Fama ha aceptado la decisión de Ecko, diciendo que "El béisbol pertenece a la gente - siempre ha sido así y siempre será así."
Bonds fue investigado por el posible uso de esteroides y otras sustancias para mejorar su rendimiento durante su carrera en las Grandes Ligas y enfrentaba la posibilidad de que sus récords fueran cuestionados o anulados, además de no ser tomado en cuenta para ingresar al Salón de la Fama del Béisbol. Sin embargo, el 21 de julio de 2015, el Departamento de Justicia de Estados Unidos decidió cerrar el caso contra el pelotero.
Bonds regresó al béisbol para trabajar como entrenador de bateo de los Miami Marlins en la temporada 2016, y fue despedido al finalizar la temporada. 
Actualmente funge como asesor especial al presidente y jefe ejecutivo Larry Baer de los Gigantes de San Francisco.

## Récords
- Mayor número de homeruns de por vida (762 hasta el 29 de agosto de 2007).
- Mayor número de homeruns en una temporada (73 en 2001).
- Mayor número de impulsadas en un juego de 9 innings (9 en 2002).
- Único jugador en haber sido elegido 7 veces como MVP en la historia de las Grandes Ligas (1990, 1992, 1993, 2001, 2002, 2003, 2004).
- Jugador que ha recibido más bases por bolas (2549) y bases por bolas intencional (679) en la historia de las Grandes Ligas.
- Mayor número de bases por bola recibidas en una temporada (232 en 2004).
- Mayor número de bases por bola intencionales recibidas en una temporada (120 en 2004).
- Récord de más alto porcentaje de slugging en una temporada (.867 en 2001).
- Más alto porcentaje de bases alcanzadas en una temporada (.609 en 2004).
- Único jugador con más de 500 home runs y 500 bases robadas (ni siquiera hay ningún jugador que haya resgistrado 400 cuadrangulares y 400 bases robadas).
- Uno de seis jugadores en la historia de Grandes Ligas en recibir base por bolas intencional con las bases llenas.
- Actualmente el mayor jonronero en la historia del béisbol de Grandes Ligas.
- Considerado el mejor jugador de todos los tiempos.
- 8 Guantes de Oro.

## Estadísticas
| AÑO           | EDAD          | EQUIPO        | LIGA          | Juegos | AB    | R     | H     | 2B  | 3B | HR  | RBI   | Robos | CS  | BB    | SO    | AVE  | OBP  | SLG  | TB    | SH | SF | IBB | HBP |
| ------------- | ------------- | ------------- | ------------- | ------ | ----- | ----- | ----- | --- | -- | --- | ----- | ----- | --- | ----- | ----- | ---- | ---- | ---- | ----- | -- | -- | --- | --- |
| 1986          | 22            | PIT           | NL            | 150    | 413   | 72    | 92    | 22  | 3  | 16  | 48    | 36    | 7   | 65    | 102   | .223 | .330 | .416 | 172   | 2  | 2  | 2   | 2   |
| 1987          | 23            | PIT           | NL            | 150    | 551   | 99    | 144   | 34  | 9  | 25  | 59    | 32    | 10  | 54    | 88    | .261 | .329 | .492 | 271   | 0  | 3  | 3   | 3   |
| 1988          | 24            | PIT           | NL            | 144    | 538   | 97    | 152   | 30  | 5  | 24  | 58    | 17    | 11  | 72    | 82    | .283 | .368 | .491 | 264   | 0  | 2  | 14  | 2   |
| 1989          | 25            | PIT           | NL            | 159    | 580   | 96    | 144   | 34  | 6  | 19  | 58    | 32    | 10  | 93    | 93    | .248 | .351 | .426 | 247   | 1  | 4  | 22  | 1   |
| 1990          | 26            | PIT           | NL            | 151    | 519   | 104   | 156   | 32  | 3  | 33  | 114   | 52    | 13  | 93    | 83    | .301 | .406 | .565 | 293   | 0  | 6  | 15  | 3   |
| 1991          | 27            | PIT           | NL            | 153    | 510   | 95    | 149   | 28  | 5  | 25  | 116   | 43    | 13  | 107   | 73    | .292 | .410 | .514 | 262   | 0  | 13 | 25  | 4   |
| 1992          | 28            | PIT           | NL            | 140    | 473   | 109   | 147   | 36  | 5  | 34  | 103   | 39    | 8   | 127   | 69    | .311 | .456 | .624 | 295   | 0  | 7  | 32  | 5   |
| 1993          | 29            | SFG           | NL            | 159    | 539   | 129   | 181   | 38  | 4  | 46  | 123   | 29    | 12  | 126   | 79    | .336 | .458 | .677 | 365   | 0  | 7  | 43  | 2   |
| 1994          | 30            | SFG           | NL            | 112    | 391   | 89    | 122   | 18  | 1  | 37  | 81    | 29    | 9   | 74    | 43    | .312 | .426 | .647 | 253   | 0  | 3  | 18  | 6   |
| 1995          | 31            | SFG           | NL            | 144    | 506   | 109   | 149   | 30  | 7  | 33  | 104   | 31    | 10  | 120   | 83    | .294 | .431 | .577 | 292   | 0  | 4  | 22  | 5   |
| 1996          | 32            | SFG           | NL            | 158    | 517   | 122   | 159   | 27  | 3  | 42  | 129   | 40    | 7   | 151   | 76    | .308 | .461 | .615 | 318   | 0  | 6  | 30  | 1   |
| 1997          | 33            | SFG           | NL            | 159    | 532   | 123   | 155   | 26  | 5  | 40  | 101   | 37    | 8   | 145   | 87    | .291 | .446 | .585 | 311   | 0  | 5  | 34  | 8   |
| 1998          | 34            | SFG           | NL            | 156    | 552   | 120   | 167   | 44  | 7  | 37  | 122   | 28    | 12  | 130   | 92    | .303 | .438 | .609 | 336   | 1  | 6  | 29  | 8   |
| 1999          | 35            | SFG           | NL            | 102    | 355   | 91    | 93    | 20  | 2  | 34  | 83    | 15    | 2   | 73    | 62    | .262 | .389 | .617 | 219   | 0  | 3  | 9   | 3   |
| 2000          | 36            | SFG           | NL            | 143    | 480   | 129   | 147   | 28  | 4  | 49  | 106   | 11    | 3   | 117   | 77    | .306 | .440 | .688 | 330   | 0  | 7  | 22  | 3   |
| 2001          | 37            | SFG           | NL            | 153    | 476   | 129   | 156   | 32  | 3  | 73  | 137   | 13    | 3   | 177   | 93    | .328 | .515 | .863 | 411   | 0  | 2  | 35  | 9   |
| 2002          | 38            | SFG           | NL            | 143    | 403   | 117   | 149   | 31  | 2  | 46  | 110   | 9     | 2   | 198   | 47    | .370 | .582 | .799 | 322   | 0  | 2  | 68  | 9   |
| 2003          | 39            | SFG           | NL            | 130    | 390   | 111   | 133   | 22  | 2  | 45  | 90    | 7     | 0   | 148   | 58    | .341 | .529 | .749 | 292   | 0  | 2  | 61  | 10  |
| 2004          | 40            | SFG           | NL            | 147    | 373   | 129   | 135   | 27  | 3  | 45  | 101   | 6     | 1   | 232   | 41    | .362 | .609 | .812 | 303   | 0  | 3  | 120 | 9   |
| 2005          | 41            | SFG           | NL            | 14     | 42    | 8     | 12    | 1   | 21 | 5   | 10    | 0     | 0   | 9     | 6     | .286 | .404 | .667 | 28    | 0  | 1  | 3   | 0   |
| 2006          | 42            | SFG           | NL            | 130    | 367   | 74    | 99    | 23  | 0  | 26  | 77    | 3     | 0   | 115   | 51    | .270 | .454 | .545 | 200   | 0  | 1  | 38  | 10  |
| 2007          | 43            | SFG           | NL            | 126    | 340   | 61    | 94    | 14  | 9  | 28  | 66    | 5     | 0   | 132   | 54    | .276 | .480 | .569 | 192   | 0  | 1  | 34  | 3   |
| Total carrera | Total carrera | Total carrera | Total carrera | 2,986  | 9,847 | 2,212 | 2,935 | 601 | 77 | 762 | 1,996 | 514   | 141 | 2,558 | 1,539 | .298 | .444 | .607 | 5,976 | 4  | 90 | 679 | 106 |